# Týnišťský mlýn
Týnišťský mlýn v Týništi u Verušiček v okrese Karlovy Vary je vodní mlýn, který stojí na Lochotínském potoce. Od roku 2009 je chráněn jako nemovitá kulturní památka České republiky.

## Historie
Mlýn je uváděn v pozemkových knihách Stabilního katastru z roku 1841 jako panský; podle těchto knih je v domě čp. 23 usazen Johann Wirkner. Od 60. let 19. století je mlýn v držení Josefa Menzla.
V období před druhou světovou válkou patřil mlýn předkům současného majitele panu Nachtmanovi. Během války se mlýn dostal do nucené správy a po válce pak vrácen původnímu majiteli. Roku 1957 byl znárodněn a bývalý majitel pověřen jeho správou. V té době se přestala ve mlýně mlít mouka a provoz byl změněn na výrobu krmných směsí pro zvířata; tato výroba v 60. letech 20. století skončila.
V roce 2020 je ve mlýně uváděn Rostislav Černý, výroba krmných směsí, mačkání a šrotování obilí, pšenice, ječmene a kukuřice.

## Popis
Objekt mlýna je zděná stavba, která se skládá ze tří částí – z obytného domu, správní budovy a vlastního mlýna. Z mlýnské technologie se v objektu dochovalo vnitřní zařízení ze 30. let 20. století, které stále slouží k mletí.
Původně vedla voda na vodní kolo z rybníka náhonem. K roku 1930 měl mlýn 1 Francisovu turbínu (hltnost 0,25 m³/s, spád 6 m, výkon 15 HP).